# Василів Мирон Григорович
Мирон Григорович Василів (нар. 13 січня 1937, тепер Львівська область) — український радянський діяч, секретар Львівського обкому КПУ, проректор Львівської академії ветеринарної медицини. Кандидат біологічних наук, доцент. Депутат Львівської обласної ради народних депутатів.

## Біографія
Народився в селянській родині.
Закінчив Львівську академію ветеринарної медицини.
Трудову діяльність розпочав старшим зоотехніком. Працював директором сільськогосподарського підприємства у Львівській області, 1-м заступником начальника управління сільського господарства Радехівського районного виконавчого комітету Львівської області.
Член КПРС.
З 1967 року — інструктор сільськогосподарського відділу Львівського обласного комітету КПУ.
До 1974 року — 1-й заступник начальника управління сільського господарства Львівського обласного виконавчого комітету.
З лютого 1974 по червень 1979 року — завідувач сільськогосподарського відділу Львівського обласного комітету КПУ.
Закінчив заочно Вищу партійну школу при ЦК КПРС.
28 червня 1979 — 4 липня 1989 року — секретар Львівського обласного комітету КПУ з питань сільського господарства.
З 1989 року — проректор з наукової роботи Львівської академії ветеринарної медицини, доцент кафедри.
На 1997 рік — заступник директора українсько-польського підприємства «Arpdec» у місті Львові.
На 2007 рік — директор Товариства з обмеженою відповідальністю «Арчі» села Михайлин Козятинського району Вінницької області.
Потім — на пенсії в місті Львові.

## Нагороди
- орден «Знак Пошани» (8.12.1973)
- чотири ордени
- медалі
- «Відмінник сільського господарства СРСР»